# Наша партия (Молдова)
Наша Партия (рум. Partidul Nostru) — политическая партия в Республике Молдова.

## История

### Создание Народной республиканской партии (НРП)
Вначале формирование носило название Крестьянская христианско-демократическая партия Молдовы (КХДПМ). На учредительной конференции утвердили Программу и Устав, избрали Владимира Реуса на должность председателя формирования, создали Руководящий совет, Исполнительный комитет и Ревизионную комиссию.
КХДПМ поставила перед собой в качестве основополагающей цели способствовать решению экономических проблем и предлагать «новые стратегии в политической деятельности». Партия принимала участие в досрочных парламентских выборах, которые состоялись в 2001 году, но не смогла одолеть установленный 6-процентный избирательный порог.
26 июня 2004 года созвали V Национальную конференцию КХДПМ. Ее делегаты назначили Николае Андроника председателем формирования и избрали состав Руководящего совета КХДПМ. В ходе конференции была утверждена и резолюция, в которой делегаты осудили отношение центральных властей к средствам массовой информации.
28 мая 2005 года состоялась VI конференция, в ходе которой было принято решение переименовать формирование в Народную республиканскую партию (НРП). Также ее участники утвердили Устав и Программу НРП в новой редакции и одобрили тактику партии на следующие четыре года в качестве оппозиционного политического формирования.

### IV съезд НРП 13 апреля 2014 года
К главным задачам съезда относилось избрание новых руководящих органов и утверждение изменений в Устав и Программу партии. Голосами 248 делегатов съезда на должность председателя партии избрали бизнесмена Ренато Усатого. Кроме того, формирование переименовали в «Нашу партию», изменения претерпели символ и цвет партии. По словам Ренато Усатого, формирование не станет продвигать присоединение Республики Молдова ни к Европейскому союзу, ни к Таможенному союзу, ведь ей надлежит самостоятельно выбирать свое будущее.
В соответствии с нормами Устава, «Наша партия» позиционирует себя на левоцентристском сегменте политического поля, она намерена добиться возрождения молдавской промышленности, снижения цен на энергоносители, привлекать инвестиции в национальную экономику.

### IV повторный съезд НРП 8 февраля 2015 года
Съезд созвали в связи с отказом Министерства юстиции зарегистрировать изменения, утвержденные во время съезда, состоявшегося 13 апреля 2014 года. Обосновывая отказ в регистрации, Минюст сослался на то, что политформирование не провело съезд в сроки, предусмотренные собственным уставом. В итоге в ходе съезда, который прошел 8 февраля 2015 года, делегаты переизбрали Ренато Усатого в должности председателя формирования, утвердили изменения в Устав и Программу партии, переименовали формирование в «Нашу партию».
В августе 2014 года Ренато Усатый создал новую партию «ПаРУс», однако Министерство юстиции отказалось зарегистрировать ее. На парламентских выборах, организованных 30 ноября 2014 года, Усатый возглавлял список Партии «Родина», однако постановлением ЦИК и решением судебных инстанций за три дня до даты выборов это формирование отстранили от участия в избирательной кампании.

### Ренато Усатый избран примаром мун. Бельцы
После проведения в феврале 2015 года повторного съезда, «Наша партия» начала готовиться к участию во всеобщих местных выборах, назначенных на июнь 2015 года. 14 мая 2015 года лидера формирования Ренато Усатого зарегистрировали в качестве кандидата на должность примара мун. Бельцы. В результате выборов, организованных 14 июня 2015 года, он набрал 72.46% признанных действительными голосов и был избран на должность градоначальника.

### Протесты против власти
24 сентября 2015 года на фоне акций протеста, организованных представителями Гражданской платформы «Достоинство и правда» против «кражи миллиарда», а также социально-экономической и политической ситуации в стране, другой лагерь протестующих во главе с политическими лидерами Игорем Додоном и Ренато Усатым разбили у парламента Республики Молдова палаточный городок, который назвали «Городком Победы».
До утверждения правительства Филипа в январе 2016 года оба лагеря организовали множество акций протеста. К первоначальным требованиям протестующих относились: отставка генерального прокурора и президента страны, выражение вотума недоверия правительству Стрельца, внесение изменений в ст. 78 Конституции, организация досрочных парламентских выборов и т. д.

## Руководство партии
- Председатель НП — Ренато Усатый
- Вице-Председатель НП — Елена Грицко
- Вице-Председатель НП — Елена Пануш
- Вице-Председатель НП — Николай Ципович

## Результаты на выборах
На всеобщих местных выборах 1995 года Крестьянская Христианско-демократическая партия Молдовы участвовала в составе Избирательного блока «Альянс демократических сил».
- - Муниципальные и районные советы — 19,97 % голосов и 252 мандата
  - Городские и сельские советы — 22,02 % голосов и 2333 мандата
  - 83 кандидата блока был избран примаром.
- На парламентских выборах 1998 года Крестьянская Христианско-демократическая партия Молдовы участвовала в составе Избирательного блока «Демократическая конвенция Молдовы». Набрала 19,42 % голосов, тем самым обеспечив 2 депутатских мандата.
- На парламентских выборах 2001 года Крестьянская Христианско-демократическая партия Молдовы набрала 0,27 % голосов.
- На парламентских выборах 2005 года Крестьянская Христианско-демократическая партия Молдовы набрала 1,37 % голосов.

На всеобщих местных выборах 2007 года Народная республиканская партия участвовала самостоятельно.
- - Муниципальные и районные советы — 2,41 % голосов и 27 мандатов
  - Городские и сельские советы — 2,56 % голосов и 272 мандата
  - 19 кандидатов партии были избраны примарами.
- На досрочных парламентских выборах 2010 года Народно-республиканская партия набрала 0,12 % голосов.

На всеобщих местных выборах 2011 года Народная республиканская партия участвовала в составе Избирательного блока «Третья сила».
- - Муниципальные и районные советы — 0,18 % голосов и 2 мандата
  - Городские и сельские советы — 0,37 % голосов и 39 мандатов
  - 1 кандидат блока был избран примаром.

На всеобщих местных выборах 2015 года Наша партия получила следующие результаты:
- - Муниципальные и районные советы — 11,15 % голосов и 135 мандатов
  - Городские и сельские советы — 8,20 % голосов и 784 мандата
  - 43 кандидата были избраны примарами.
    - президентских выборах 2016 года кандидатом Нашей партии был журналист Дмитрий Чубашенко. В первом туре он набрал 85.466 голосов (6.03 %) и занял третье место, что не позволило пройти во второй тур выборов.
- На досрочных парламентских выборах 2021 года Блок Ренато Усатого набрал 4,10%